# Кошут (округ, Айова)
Шаблон:StateAbbr_ 43°12′18″ пн. ш. 94°12′20″ зх. д. / 43.205° пн. ш. 94.205555555556° зх. д.
Округ  Кошут (англ. Kossuth County) — округ (графство) у штаті  Айова, США. Ідентифікатор округу 19109.

## Історія
Округ утворений 1851 року.

## Демографія
За даними перепису 
2000 року 
загальне населення округу становило 17163 осіб, зокрема міського населення було 5918, а сільського — 11245.
Серед мешканців округу чоловіків було 8377, а жінок — 8786. В окрузі було 6974 домогосподарства, 4792 родин, які мешкали в 7605 будинках.
Середній розмір родини становив 2,98.
Віковий розподіл населення поданий у таблиці:
| Стать    | До 15 років | 15-21 | 22-29 | 30-39 | 40-49 | 50-65 | 65-85 | Понад 85 |
| -------- | ----------- | ----- | ----- | ----- | ----- | ----- | ----- | -------- |
| Чоловіки | 1721        | 869   | 548   | 1015  | 1378  | 1381  | 1300  | 165      |
| Жінки    | 1730        | 791   | 535   | 1009  | 1292  | 1440  | 1621  | 368      |

## Суміжні округи
- Мартін, Міннесота — північ
- Феріболт, Міннесота — північ
- Віннебаго — північний схід
- Генкок — південний схід
- Гумбольдт — південь
- Пало-Альто — південний захід
- Еммет — північний захід

## Виноски
1. ↑  U.S. Decennial Census. United States Census Bureau. Архів оригіналу за 26 квітня 2015. Процитовано 18 липня 2014.
2. ↑  Historical Census Browser. University of Virginia Library. Архів оригіналу за 11 серпня 2012. Процитовано 18 липня 2014.
3. ↑  Population of Counties by Decennial Census: 1900 to 1990. United States Census Bureau. Архів оригіналу за 22 квітня 2014. Процитовано 18 липня 2014.
4. ↑  Census 2000 PHC-T-4. Ranking Tables for Counties: 1990 and 2000 (PDF). United States Census Bureau. Архів оригіналу (PDF) за 18 грудня 2014. Процитовано 18 липня 2014.
5. ↑  State & County QuickFacts. United States Census Bureau. Архів оригіналу за 7 червня 2011. Процитовано 18 липня 2014.(англ.) Наведено за англійською вікіпедією.
6. ↑  American FactFinder. Бюро перепису населення США. Архів оригіналу за 29 липня 2011. Процитовано 31 січня 2008.

| США | Це незавершена стаття з географії США. Ви можете допомогти проєкту, виправивши або дописавши її. |